# La Grenouille
La Grenouille (souvent appelée à tort La p'tite Grenouille ) est une chanson paillarde et grivoise du chanteur country québécois André Guitar. Enregistrée en 1977, elle est d'abord parue sur 45 tours avant d'être éditée sur l'album L'As du western,.
Classique des beuveries, des soirées karaokés et autres rassemblements joyeux, la chanson devient un best-seller dès sa parution sur 45 tours, mais aussi une « malédiction » pour son compositeur; le succès imprévu et trop rapide de l'hymne grivois propulse André Guitar dans la dépression.

## Reprises
La chanson fait l'objet de plusieurs reprises, notamment par Les Blaireaux[réf. nécessaire], Crampe en Masse et Stage Lacroix.
La chanson figure dans le tome 2 de Rhââ Lovely du bédéiste français Gotlib, ainsi que dans À l'origine d'un cri de Robin Aubert.